# かなり桃たろう
『かなり桃たろう』（かなりももたろう）は、『月刊コロコロコミック』で1998年8月号から1999年6月号まで連載された、玉井たけしの漫画作品。ハドソンのゲームソフト『桃太郎伝説』シリーズを原作としており、プレイステーション用ソフト『桃太郎伝説』の発売に合わせて連載された。単行本は全1巻。

## ストーリー
鬼退治をするために生まれた桃太郎が、仲間達と共に鬼を倒す旅に出る。前半はオリジナルの展開で構成されており、後半はプレイステーション版の展開を元に描かれている。

## 登場人物
桃太郎
鬼退治に行くために生まれた少年。世のためではなく宝物を奪って贅沢な生活をするのが目的で、スケベで自分勝手な性格。
イヌ
罠に捕まった所を桃太郎に助けられ強引に仲間にされる。鼻づまりで臭いは良くわからない。
キジ
高所恐怖症で1m以上高く飛べない。桃太郎に捕まり仲間にされる。
サル
ずるがしこいサル。桃太郎を騙して団子を奪うが有線ミサイルにやられ仲間にされる。
金太郎
一応怪力を持つ少年。まわしをつける時も股間を隠さない。相撲では不敗だったが桃太郎の裏技にやられる。
浦島太郎
子供に怯えて亀の甲羅に隠れていた少年。性格は普通だが厚かましい所もある。
乙姫様
龍宮城の管理者。たつまき鬼に捕まるが桃太郎が倒し助けられる。攻撃の巻き添えを食らった仕返しに玉手箱を渡すが、桃太郎がその場で開けたため自分も歳をとってしまう。
夜叉姫
妥協して桃太郎を彼氏にしようとした少女。術で撹乱するが桃太郎にやられ、恋について悟るがなぜかコギャルになった。
一寸法師
数cmしかない少年。桃太郎の手に入れた打ち出の小槌で大きくなる。ゲームには登場しない。
おじいさん・おばあさん
桃太郎が居ついた家の住人。物語の最初ではブルドーザーで柴刈り（山の木を根こそぎ刈る）、川で洗濯機を使って洗濯、近代兵器を所持、薬品でドーピング団子を作る、宝を充てに家具や電化製品を買うなど時代背景を無視した行動が多い（洗濯機は原作でも一作目から使っている）。桃太郎が宝を独り占めしていないか追いかけて鬼に捕まる。
金の鬼・銀の鬼
村を襲っていた兄弟。銀の鬼は銀はがしでやられ、金の鬼は角が折れて敗北。金の鬼は手で触ったものが金になってしまう。
黒鬼
花さかじいさんを捕まえて村中の桜を黒くしていた鬼。桃太郎の影になりすますが、垢まみれで黒くなっており本当は痩せていたことが発覚しやられる。
たつまき鬼
龍宮城から乙姫様を連れさらった鬼。桃太郎が来ないため痺れを切らして龍宮城で戦うが、桃太郎に竜巻攻撃を逆に利用され敗北。
右魂鬼・左魂鬼
鬼ヶ島を守る鬼。おじいさんとおばあさんを捕まえ人質にしていた。おばあさんの団子でパワーアップした桃太郎にやられる。
閻魔大王
最終ボス。人の寿命を表すろうそくを管理していたが、桃太郎に自分のろうそくを奪われ降参。

## エピソード
- 其の一「新ヒーロー、桃太郎登場!!」1998年8月号に掲載
- 其の二「ようこそ!オニガシマ」1998年9月号に掲載
- 其の三「いざ勝負!金太郎!!」1998年10月号に掲載
- 其の四「桃太郎VS一寸法師」1998年11月号に掲載
- 其の五「桃太郎がサンタクロース!?」1998年12月号に掲載
- 其の六「村人たちを救え!!」1999年1月号に掲載
- 其の七「花さか桃太郎」1999年2月号に掲載
- 其の八「竜宮城で鬼退治!!」1999年3月号に掲載
- 其の九「ラブラブ桃太郎」1999年4月号に掲載
- 其の十「鬼ヶ島へ突入だ!!」1999年5月号に掲載
- 其の十一（終）「最終決戦!えんま大王をたおせ!!」1999年6月号に掲載

## 単行本
- かなり桃たろう（小学館 1999年7月28日発売 ISBN 9784091423740）